# Aragonit
Aragonit je mineral iz skupine karbonata, jedan od dva prirodna polimorfna oblika,kada kristalizira u rompskom sustavu javlja se kao aragonit. kalcijevog karbonata, kemijske formule CaCO3. Drugi mineral s istom kemijskom formulom je kalcit koji kristalizira u trigonskom sustavu. Tvrdoće je 3,5 do 4,5 po mohsovoj ljestvici. 
Ima razgranat oblik: kao oolitični agregat, javlja se u obliku grašenjaka i pizolita, a u obliku koralja, kao željezni cvijet. 
Većina aragonita je čisti CaCO3 ali manji dijelovi velikih kationa mogu biti zamijenjeni sa Sr i Pb.

## Pojave u prirodi
Naziv je dobio po nalazištu Molina-de-Aragón u Španjolskoj. Ostala nalazišta: Češka, Francuska, Italija.

## Vanjske poveznice
1. ↑  M. Vrkljan, V. Babić, J. Takšić, Mineralogija, Školska knjiga, Zagreb, 1998.